# Деградунський технологічний інститут
Деградунський технологічний інститут (англ. Dehradun Institute of Technology, DIT) — інженерний інститут у місті Деградун, столиці індійського штату Уттаракханд, заснований в 1998 році. Університет пропонує студентські і аспірантські програми інженерних наук, інформатики та менеджменту, має зв'язки з промисловістю країни та проводить наукові дослідження.